# Scyphax ornatus
Scyphax ornatus är en kräftdjursart som beskrevs av James Dwight Dana 1853. Scyphax ornatus ingår i släktet Scyphax och familjen Scyphacidae. Inga underarter finns listade i Catalogue of Life.